# Wojciech Nowakowski (elektronik)
Wojciech Marian Nowakowski (ur. 24 października 1942 w Lublinie) – doktor inżynier, elektronik i informatyk, emerytowany profesor nadzwyczajny Instytutu Maszyn Matematycznych, włączonego w strukturę Instytutu NASK. Obecnie niezależny specjalista technologii informatycznych, zwłaszcza technologii Blockchain. Autor ponad 250 publikacji popularnonaukowych i naukowych. Obok pracy zawodowej prowadzi wykłady w zakresie popularyzacji nowych technologii internetu. 

## Życiorys
W 1955 ukończył w Warszawie Szkołę Podstawową nr 85 im. Benito Juareza, a następnie, w 1960, VI Liceum Ogólnokształcące im. Tadeusza Reytana. W latach 1960–1967 studiował na Politechnice Warszawskiej, na Wydziałach MEiL i Łączności (później Elektroniki), gdzie uzyskał dyplom mgr. inż. elektronika w specjalności aparatura elektroniczna/elektroakustyka, a następnie, w 1977, stopień naukowy doktora nauk technicznych. Od 1987 pracownik naukowy Instytutu Maszyn Matematycznych, od roku 2012 na stanowisku profesora. Od lutego 2018 na emeryturze. Nadal pracuje naukowo w dziedzinie nowych technologii internetowych, prowadząc wykłady oraz publikując artykuły, m.in. w wielu numerach kwartalnika PWPW „Człowiek i Dokumenty”. Prowadzi też własny serwis Refleksy Czasu, gdzie publikuje swoje felietony o wydarzeniach, ludziach i zwykłych rzeczach.

## Wybrane osiągnięcie konstrukcyjne
- System pomiarowy VIRT, sterowany pierwszym polskim komputerem PC Mazovia[potrzebny przypis][11]

## Wybrane publikacje
- Kryptografia współczesna (2014)[12]
- Expanded internet technologies: overview (2016)[13]
- Internet rzeczy (2016, współautorstwo)[14]

- Jako Jerzy Burtowicz: 
  - Jak zwiedzać świat morskim statkiem wycieczkowym? (2015)[15]
  - Jak zwiedzać świat rzecznym statkiem wycieczkowym? (2017)[16]

Pełna lista publikacji na stronie autora.